# Герб Мытищ
Герб Мыти́щ является символом городского поселения Мытищи, Мытищинского муниципального района Московской области. Герб и положение о Гербе утверждены 28 марта 2006 года решением Совета депутатов городского поселения Мытищи, новая редакция положения, не изменившая его изображение и описание, была принята 4 марта 2010 года. Герб внесён в Государственный геральдический регистр под № 2295.

## Описание герба
В лазоревом поле с зелёной оконечностью, поверх всего — серебряный акведук о двух видимых опорах и трёх видимых арках (полностью видна лишь средняя); под средней аркой — золотая ладья с конской головой на носу, перекатываемая по оконечности волоком на катках того же металла.
Герб городского поселения Мытищи может воспроизводиться в двух равно допустимых версиях:
- с вольной частью — четырёхугольником, примыкающим к верхнему левому углу щита с воспроизведённым в нём гербом Московской области;
- без вольной части[3].

Герб городского поселения Мытищи может воспроизводиться без короны и со статусной территориальной короной.

## Обоснование символики[3]
- Ладья на катках — символ древнего сухопутного пути — волока, между реками Клязьма и Яуза. На Яузском окончании волока собирали «мыт» — пошлину, давшую название поселению.
- Акведук — символ первого самотёчного водопровода России, проведённого в Москву от мытищинских ключей, самый известный из которых носил название Громового или Святого.
- Голубой цвет в геральдике символизирует мир, чистоту неба, истину, возвышенные устремления и честь.
- Зелёный цвет символизирует надежду, плодородие, жизнь, здоровье.
- Золото в геральдике — символ высшей ценности, прочности, силы, великодушия, солнечного света и рассвета.
- Серебро в геральдике — символ простоты, совершенства, благородства, мира, сотрудничества.

## Авторская группа
Идея герба: Герберт Шмидт (Мытищи); Андрей Каменский (Мытищи);
Геральдическая доработка: Константин Ф. Мочёнов (Химки); Борис Субботин (Москва);
Художник: Роберт Иванович Маланичев (Москва);
Компьютерный дизайн: Оксана Г. Афанасьева (Москва).